# 167-я стрелковая дивизия (1-го формирования)
167-я стрелковая дивизия (1-го формирования) — воинское соединение Вооружённых сил СССР, принимавшее участие в Великой Отечественной войне.

## История
Формировалась в Балашове Саратовской области с августа 1940 года. С мая 1941 года дивизия находилась в Татищевских лагерях, оттуда же была направлена на фронт.
В действующей армии с 29 июня по 27 декабря 1941 года.
На 22 июня дивизия входила в состав 21-й армии Приволжского ВО. Армия с середины июня 1941 года находились в процессе переброски на рубеж реки Днепр. К началу войны только передовые эшелоны начали разгружаться в районе Добруш и Ново-Белица. 27 июня 1941 года заняла рубеж обороны по восточному берегу Днепра в районе Рогачёва, где вошла в состав 63-го стрелкового корпуса 21 армии. Дивизии была поставлена боевая задача — оборонять восточный берег Днепра на участке Зборов — Жлобин. К 1 июля дивизия заняла огневые позиции, были отрыты окопы, орудия подготовлены к стрельбе из укрытий. Попытки врага с ходу форсировать Днепр успеха не имели. Потерпев неудачу, противник начал применять против частей дивизии массированные удары авиации. 13 июля 1941 года командующий корпусом генерал Л. Г. Петровский отдал приказ: «13 июля в 15.00 167-й стрелковой дивизии форсировать Днепр и занять город Рогачёв». Первым форсировал Днепр 2-й батальон 520-го стрелкового полка. Совместными усилиями переправившихся подразделений стрелковых полков дивизии при поддержке артиллеристов Рогачёв 13 июля был освобождён.
Сразу же был поставлен новый приказ — продолжать наступление на Бобруйск. Части дивизии форсировали Друть и начали теснить врага, но продвинувшись на 10—15 км, встретили сильное сопротивление вражеских войск, наступление пришлось приостановить. Против дивизии действовали части 53-го армейского корпуса 2-й полевой армии, усиленные частями 2-й танковой группы Г. Гудериана. Директивой Ставки ВК № 130 от 28 июля 1941 года частям было запрещено отходить с занимаемых рубежей, дивизия вела тяжёлые бои на занимаемых рубежах. 31 июля 1941 года генеральские звания были присвоены командирам частей и соединений, участвовавшим в наступлении на Бобруйском направлении: комбриг 167-й стрелковой дивизии В. С. Раковский получил звание генерал-майора.
10 августа противник предпринял наступление на левофлангового соседа 63-го корпуса — отряд генерал-майора В. И. Неретина. 167-я дивизия, снятая с фронта корпуса, в ночь с 12 на 13 августа была переброшена в район города Довск и с утра 13 августа при поддержке частей 67-го корпуса предприняла контратаку. Однако эта контратака запоздала, так как соседние 187-я и 117-я дивизии уже оставили занимаемые позиции. Противник нанес удар по открытому правому флангу 167-й дивизии, и она также вынуждена была отходить. К вечеру немецко-фашистские войска находились уже на рубеже Дудичи, Кошелев, а на другой день заняли станцию Буда-Кошелевская, завершив таким образом окружение частей 63-го корпуса. Бойцы дивизии отдельными группами с боями стали выходить из окружения. 27 декабря 1941 года, после выхода остатков дивизии из окружения в полосе Брянского фронта, дивизия официально расформирована.

## Состав
- 465 стрелковый полк
- 520 стрелковый полк
- 615 стрелковый полк
- 576 артиллерийский полк
- 620 гаубичный артиллерийский полк
- 177 отдельный истребительно-противотанковый дивизион
- 452 отдельный зенитный артиллерийский дивизион
- 200 разведывательный батальон
- 180 сапёрный батальон
- 286 отдельный батальон связи
- 182 медико-санитарный батальон
- 151 автотранспортный батальон
- 160 полевой автохлебозавод
- 233 полевая почтовая станция
- 413 полевая касса Госбанка[10].

## Подчинение
| Дата       | Фронт (округ)     | Армия      | Корпус                 |
| ---------- | ----------------- | ---------- | ---------------------- |
| 22.06.1941 | Резерв ВГК        | 21-я армия | 63-й стрелковый корпус |
| 01.07.1941 | Западный фронт    | 21-я армия | 63-й стрелковый корпус |
| 01.08.1941 | Центральный фронт | 21-я армия | 63-й стрелковый корпус |

## Командир
- Раковский, Василий Степанович (01 июля 1940 года — август 1941 года); комбриг, с 31 июля 1941 года — генерал-майор.